# 中央合作金库
中央合作金库是南京国民政府建立的、以发展合作事业为目标的金融机构，是中国近代国家金融垄断资本的组成部分。中央银行、中国银行、交通银行、中国农民银行、中央信托局、邮政储金汇业局、中央合作金库合称“四行二局一库”构成官僚资本金融体系控制国民经济。

## 历史
1936年，国民政府实业部公布了《合作金库规程》，规定各地合作社可以建立金库组织，专门管理社员股金。长期热心合作事业的陈果夫等建议尽快成立中央合作金库，“将现有各行局所办之合作贷款业务，加以调整与补充，此时需要更为迫切，理应切实付诸实施”，并要求“中央合作金库成立后，应即于各省成立省合作金库，于各县成立县合作金库，运用金融力量，促进合作事业之发展”。抗战期间开始在国统区各县市、各省自下而上创立“合作金库”。1941年4月3-9日，社会部在重庆召集召开全国合作会议，与会者有国民政府党政各部会代表、20省市政府代表、各省合作主管人员、四行农贷主管人员、社会团体代表及专家等134人，通过《创设中央及省（市）县（市）合作金库以建立合作金融系统案》。1941年12月，中国国民党五届九中全会通过关于《改善合作金融发展合作事业案》，由国民政府责成社会部、财政部及四联总处共同筹备。1942年11月7日中央合作金库筹备委员会成立；1943年9月18日国民政府核准备案。
1945年10月中国国民党中央财务委员会主任委员陈果夫当选中国农民银行董事长后，国民政府采纳了陈果夫的提案，决定设立中央合作金库。1945年12月7日，经国民政府批准，中央合作金库理事会成立。1946年11月1日在南京太平路中央合作金库开业。资本总额原定6000万元，分12万股，由国库拨付6万股计3000万元。由中央、中国、交通、中国农民四行共同拨付4万股计2000万元，其余2万股由各省市政府、县合作金库、各级合作业务机关、合作社团等认购。1946年2月，该库在筹备中法币贬值，经蒋介石核准由中央银行拨给合作金融建设专款100亿元。实际开业时，仅有资本40亿元，直到1947年4月23日才拨足定额100亿元。
- 理事长陳果夫
- 常任理事
  - 谷正纲（社会部部长）
  - 霍宝树（中国银行前总稽核、行政院善后救济总署署长）
  - 俞鸿钧（中央银行前行长、财政部长）
  - 赵棣华（交通银行总经理、中国国民党中央财务委员会委员）
  - 刘攻芸（中央信托局局长）
  - 寿勉成
- 总经理寿勉成
- 副总经理
  - 汪茂庆
  - 陆荣光
  - 骆美中（兼上海分库经理）

中高层人事几乎全是与中央政治学校有深厚关系的人。中央合作金库名义上是以调剂合作事业资金为宗旨，以县合作金库以上及县市之各级合作社合作业务机关及合作社团为主要经营对象；个人业务往来，以合作社社员之存款，汇款及仓储为限。为“扩大和发展城乡合作事业和城乡经济建设提供资金”的金融专业机构之一，赋予代理国库和省、市、县金库权利，并经核准经收存款、储蓄，承办各种合作事业贷款及“特种救济”贷款和仓库、运输及代理保险等信托业务。中央合作金库成立后，立即着手在各省(市)设立分库，在各市县设支库。1947年1月6日在上海设立分库。1947年2月25日总库信托部在上海成立，经理黄密。接着在全国重要城市先后设立了14个分库、21个支库和29个分理。1948年春加入四联总处后，即按照中国农民银行成例，所有各项贷款经四联总处审核专案核定，可以随时得到办理转抵押的便利。合作金库的另一项任务，是配合蒋介石对解放区的军事进攻，在“绥靖区”里，以“救济农村”、“办理农贷”，给还乡团以经济支持。到1948年8月,在全国15个省(市)设立了分库。实际上与抗战时期由经济部农本局及国家行局辅导设立的各县股份制合作金库，其资金来源及组织形式不同，也毫无关系。1949年由中国人民解放军南京市军事管制委员会接管，清理结束后，中国农民银行、中央合作金库以及邮政储金汇业局合并改组为合作储蓄银行。
1947年3月21日中央合作金库青岛支库在青岛市堂邑路8号开业，除经营一般银行存、放、汇和保险业务外，并设有合作辅导组，旨在从金融上辅导合作事业的发展，业务区域虽定为山东东部22个县，但实际并未开展工作，只是同青岛市社会局合作指导室，组成信用、消费、生产、农业、渔业等合作社，以扶助合作事业为名，利用贷款搞投机倒把。1949年该库由中国人民解放军青岛市军事管制委员会金融部接管。
1948年3月，中央合作金库在长沙设立湖南分库。该分库下设衡阳、常德、邵阳3个分理处及20多个县支库。1949年湖南和平解放后，该分库被人民政府接管。 
1948年7月1日成立中央合作金库贵阳支库对外正式营业，受重庆区库领导，下设合作辅导、营业、会计、出纳、总务、文书等职能部门。

## 中央合作金库旧址
中央合作金库旧址位于南京市太平巷西口南侧，大门开在太平路，现为江苏省省级机关招待所。原为世界饭店，建于三十年代初，专营饮食，为长二十间的两层楼房，楼上营业厅可同时容纳数百人用餐。后因经营不善，于1934年歇业，改成大中国商场，经营百货。大约在1936年发生火灾，房屋全毁。1946年中央合作金库在此重建房屋。为一幢长77米，宽18米，高9米坐东朝西的两层楼房，主面水泥本色粉饰，木质门窗，水泥地板，砖石结构，西方现代派造型，主入口两层以上为长方立柱式门面，平瓦屋顶。 